# Necrópolis

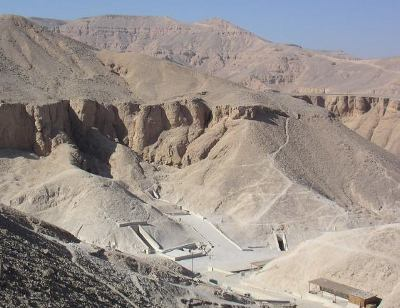
El Valle de los Reyes, la necrópolis real de Menfis, en Egipto.

Una necrópolis es un  cementerio o lugar destinado a enterramientos. Etimológicamente significa ciudad de los muertos o cadáveres, pues proviene del griego antiguo: 'νεκρός "necrós", muerto o cadáver, y πόλις pólis, Ciudad-estado. El término se emplea normalmente para designar cementerios pertenecientes a grandes urbes, así como para las zonas de enterramiento que se han encontrado cerca de ciudades de antiguas civilizaciones.
Las necrópolis fueron construidas por varias razones, a veces eminentemente religiosas, como la Necrópolis de Guiza, en Egipto. El llamado Valle de los Reyes surge durante el Imperio Nuevo, frente a Tebas, con el propósito de evitar los periódicos robos de los ricos ajuares funerarios de faraones y nobles egipcios, configurando los enterramientos como lujosas galerías subterráneas, pero ocultando y sellando sus accesos; la gran mayoría fueron saqueadas pocos años después. 

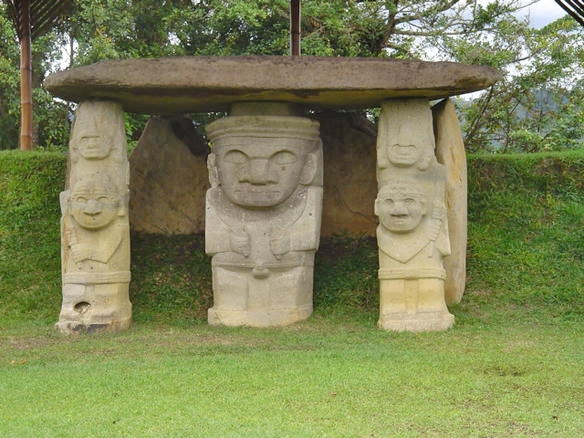
Parque arqueológico de San Agustín en Colombia.

Muchas culturas fundaron necrópolis en respuesta a la prohibición de practicar enterramientos dentro de los límites urbanos. Los caminos que partían de las ciudades fueron ornados con monumentos funerarios, especialmente en el Imperio romano. Aún pueden verse en la Vía Apia de Roma, en Italia, y en Hierapolis, en Pamukkale, Turquía.
Un buen ejemplo de necrópolis en América es la presente en la llamada Cultura San Agustín, con una antigüedad superior a 2000 años a. C., y donde se sepultaban los caciques principales de las etnias americanas de esa zona.
En España y Portugal se conservan necrópolis de época anterior a Cristo, como las celtibéricas y las tartésicas, y posteriores, de la Repoblación en la Edad Media (siglos IX-XI). 
Durante el siglo XIX las necrópolis monumentales gozaron de un resurgimiento, alentado por la moda victoriana, con grandes y elaborados sepulcros.